# Hello Holland
Hello Holland är den svenska Lo-fi-gruppen Bucks andra studioalbum. Skivan utgavs i CD-format på skivbolaget Kasual Recordings 2001 och på LP av det luxemburgska bolaget Christopher's Records. LP-versionen hade ett annat omslag än originalutgåvan.

## Låtlista

### CD
1. "Tamara"
2. "Killing Tamara in a Sound World"
3. "Small Town"
4. "Piranha"
5. "To the Park"
6. "East Coast Gave Me a Tan"
7. "Second Place Is the First Loser"
8. "The Biggest Assholes of All Times"
9. "Hello Holland"
10. "Sleep, It's Dark"

### LP
A
1. "Tamara"
2. "Small Town"
3. "Piranha"
4. "To the Park"
5. "East Coast Gave Me a Tan"
6. "Second Place Is the First Loser"

B
1. "Killing Tamara in a Sound World"
2. "Hello Holland"

### Fotnoter
1. ↑  ”Hello Holland”. Discogs.com. http://www.discogs.com/Buck-Hello-Holland/master/361888. Läst 16 december 2012.